# Prithipal Singh

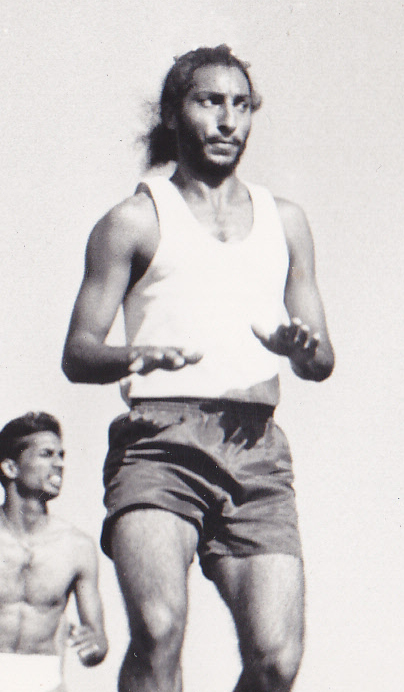
Prithipal Singh bei den Olympischen Spielen 1960

Prithipal Singh (* 28. Januar 1932 in Nankana Sahib, Britisch-Indien, heute Pakistan; † 20. Mai 1983 in Ludhiana) war ein indischer Hockeyspieler. Er gewann mit der indischen Hockeynationalmannschaft bei Olympischen Spielen je einmal Gold, Silber und Bronze.

## Karriere
Prithipal Singh war als Verteidiger und Strafeckenspezialist bei drei Olympischen Spielen Stammspieler. Bei den Olympischen Spielen 1960 in Rom gewannen die Inder ihre Vorrundengruppe. Im Viertelfinale bezwangen sie die australische Mannschaft mit 1:0 und im Halbfinale siegten sie gegen die Briten ebenfalls mit 1:0. Im Finale unterlag die indische Mannschaft der Mannschaft Pakistans mit 0:1. Dies war nach sechs Olympiasiegen in Folge die erste Niederlage der indischen Nationalmannschaft. Prithipal Singh war mit fünf Treffern zweitbester Torschütze seiner Mannschaft hinter Raghbir Singh Bhola. 1962 unterlagen die Inder auch im Finale der Asienspiele in Jakarta der Mannschaft aus Pakistan.
1964 gewannen die Inder ihre Vorrundengruppe bei den Olympischen Spielen in Tokio und besiegten im Halbfinale die australische Mannschaft mit 3:1. Prithipal Singh erzielte im Halbfinale zwei Treffer. Im Finale trafen die Inder auf die  Mannschaft Pakistans und siegten durch ein Tor von Mohinder Lal mit 1:0. Mit insgesamt zehn Toren war Prithipal Singh erfolgreichster Torschütze des Turniers. 1966 erkämpfte die indische Mannschaft auch bei den Asienspielen in Bangkok den Titel.
Bei den Olympischen Spielen 1968 in Mexiko-Stadt gewann die indische Mannschaft ihre Vorrundengruppe, unterlag aber im Halbfinale den Australiern nach Verlängerung mit 2:1 und verpasste damit erstmals das Olympiafinale. Im Spiel um den dritten Platz besiegten die Inder die deutsche Mannschaft mit 2:1. Zusammen mit dem Australier Brian Glencross und dem Pakistaner Abdul Rashid war Prithipal Singh mit sieben Treffern erfolgreichster Torschütze des Turniers.
Prithipal Singh wurde 1961 mit dem Arjuna Award ausgezeichnet und gehörte damit zu den ersten Trägern des Preises. 1967 wurde er mit dem Padma Shri geehrt.
Prithipal Singh graduierte 1956 am landwirtschaftlichen College und war danach bei der Punjab Police und spielte für deren Hockeymannschaft. Nach seiner Aktivenzeit war er Leiter des Sportprogramms an der Landwirtschaftlichen Universität in Ludhiana. 1983 wurde er von einem seiner Studenten auf dem Campus der Universität ermordet.